# Astrophiura tiki
Astrophiura tiki är en ormstjärneart som beskrevs av Litvinova och Smirnov 1981. Astrophiura tiki ingår i släktet Astrophiura och familjen fransormstjärnor. Inga underarter finns listade i Catalogue of Life.